# Assago Milanofiori Nord
Assago Milanofiori Nord is een metrostation gelegen in de Italiaanse voorstad Assago, direct ten zuiden van Milaan. Het station werd geopend op 20 februari 2011 en wordt bediend door lijn 2 van de metro van Milaan. Het station ligt buiten de stedelijke tariefzone. De lijn loopt hier naast de Autostrada A7.